# شب‌های روشن (داستان کوتاه)
«شب‌های روشن» یا «شب‌های سپید» (روسی: Белые ночи، Belye nochi)؛ داستان کوتاهی نوشتهٔ فیودور داستایفسکی است که در سال ۱۸۴۸، در ابتدای کار این نویسنده، نوشته شده‌است. 
مانند بسیاری از داستان‌های داستایفسکی، شب‌های روشن داستان یک راوی اول شخص بی‌نام و نشان است که در سنت پترزبورگ زندگی می‌کند و از تنهایی و این که توانایی متوقف کردن افکار خود را ندارد، رنج می‌برد. این شخصیت نمونهٔ اولیهٔ یک خیالباف دائمی‌ است. او در ذهن خود زندگی می‌کند، در حالی که خیال می‌کند پیرمردی که همیشه از کنارش رد می‌شود اما هرگز حرف نمی‌زند یا خانه‌ها، دوستان او هستند. او با زن جوانی آشنا می شود به نام ناستنکا و عاشق او می شود اما عشقش بی پاسخ می ماند چرا که که دختر دلتنگ معشوق خود است که در نهایت او را باز می‌یابد. و راوی باز هم تنها میشود.

## خلاصهٔ داستان
این داستان به شش بخش تقسیم می‌شود.
شب اول

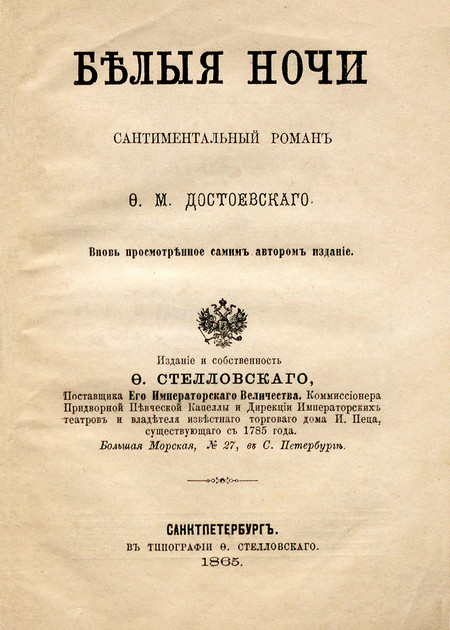
جلد چاپ اول شب های روشن

کتاب با نقل قولی از شعر گل نوشتهٔ ایوان تورگنیف آغاز می‌شود:
"و آیا این نقشی بود که سرنوشت برایش برگزیده بود
تنها لحظه‌ای در زندگی او
تا به قلب تو نزدیک باشد؟
یا این که طالعش از نخست این بود
تا بزید تنها دمی گذرا را
در همسایگی دل تو"

راوی تجربه‌هایش از قدم زدن در خیابان‌های سن پترزبورگ را توصیف می‌کند. عاشق شهر در شب است، زیرا در شب احساس آرامش می‌کند. او هنگام روز احساس راحتی نمی‌کند زیرا همهٔ کسانی که عادت به دیدنشان در روز داشت دیگر نبودند. همهٔ احساساتش از آن جا نشأت می‌گرفت. اگر آن‌ها شاد بودند، او شاد بود. اگر آن‌ها اندوهگین بودند، او نیز اندوهگین می‌شد. هنگامی که چهره‌های جدید می‌دید احساس تنهایی می‌کرد. شخصیت اصلی همچنین خانه‌ها را می‌شناخت. هنگامی که در خیابان قدم می‌زد آن‌ها با او سخن می‌گفتند و برایش می‌گفتند چگونه نوسازی می‌شوند، با رنگ جدید دوباره نقاشی می‌شوند یا تخریب می‌شوند. شخصیت اصلی به تنهایی در یک آپارتمان کوچک در سن پترزبورگ زندگی می‌کند و فقط خدمتکار مسن و غیر اجتماعی‌اش ماترونا را دارد که با او مصاحبت کند.
او به بیان رابطه‌اش با دختری جوان به نام ناستنکا (مصغر محبت آمیز آناستازیا) می‌پردازد. نخستین بار او را را درحالی که به نرده‌ای تکیه داده و می‌گرید می‌بیند. نگران می‌شود و پیش خود می‌اندیشد که آیا برود از او بپرسد مشکل چیست یا نه، اما سرانجام خود را وادار می‌کند تا به قدم زدن ادامه دهد. چیزی خاص در آن دختر وجود دارد که کنجکاوی راوی را برمی‌انگیزد. سرانجام زمانی که صدای جیغ زدن او را می‌شنود مداخله می‌کند و او را از دست مردی که آزارش می‌دهد نجات می‌دهد.
شخصیت اصلی خجالت می‌کشد و زمانی که او بازویش را می‌گیرد شروع به لرزیدن می‌کند. او توضیح می‌دهد که تنهاست و هرگز زنی را نشناخته‌است. ناستنکا به او اطمینان می‌دهد که بانوان، خجول بودن را دوست دارند و او نیز خوشش می‌آید. او برای ناستنکا تعریف می‌کند که چگونه روزانه چند دقیقه را صرف این رؤیا در بارهٔ دختری می‌کند که تنها دو کلمه با او سخن بگوید، دختری که او را منزجر نخواهد کرد و هنگامی که می‌آید او را مسخره نخواهد کرد. او توضیح می‌دهد که چگونه به این می‌اندیشد که با دختری خجولانه، با احترام و مشتاقانه سخن بگوید؛ بگوید که در تنهایی دارد می‌میرد و این که چگونه هیچ شانسی برای این که دختری را از آن خود کند ندارد. او به ناستنکا می‌گوید که وظیفهٔ یک دختر این است که شخصی مثل او چنین خجول و بی اقبال را بی‌ادبانه پس بزند و مسخره کند.
هنگامی که به خانهٔ ناستنکا می‌رسند، شخصیت اصلی می‌پرسد که آیا دوباره او را خواهد دید و پیش از آن که دختر بتواند پاسخ دهد اضافه می‌کند به هر حال او فردا شب به همان مکانی که ملاقات کردند خواهد رفت تا این یگانه خاطرهٔ خوش در زندگی تنهایش را زنده کند. ناستنکا قبول می‌کند. او با بیان این که نمی‌تواند مانع آمدن دختر شود، اضافه می‌کند در هر حال خودش باید آن جا باشد. آن دختر به او داستان خود را خواهد گفت و با او خواهد بود، به شرطی که منتهی به رابطهٔ عاشقانه نشود. او نیز به تنهایی راوی است.
شب دوم
در ملاقات دومشان ناستنکا خودش را به راوی معرفی می‌کند و آن دو با هم دوست می‌شوند. ناستنکا اظهار تعجب می‌کند، چرا که هرچه فکر می‌کند می‌بیند چیزی از او نمی‌دانسته، او پاسخ می‌دهد که او هیچ داستانی ندارد زیرا همهٔ عمرش را کاملاً تنها سپری کرده. وقتی ناستنکا به او فشار می‌آورد تا در این باره ادامه بدهد، واژهٔ خیالباف که شخصیت اصلی خودش را ازآن دسته می‌داند به میان می‌آید. شخصیت اصلی در تعریف «خیال باف» می‌گوید که «خیال باف» – اگر تعریف دقیقی بخواهید – یک انسان نیست بلکه موجودی میانی است.
در یک پیش گفتار که مشابه یک سخنرانی در «یادداشت‌های زیرزمین»، راوی در سخنانی بسیار طولانی اشتیاقش را برای مصاحبت بیان می‌کند تا آن جا که ناستنکا به زبان آمده می‌گوید: «به گونه‌ای حرف می‌زنی که انگار داری از روی یک کتاب می‌خوانی».
او شروع به تعریف داستان خودش به صورت سوم شخص می‌کند و خودش را «قهرمان» می‌نامد. این «قهرمان» هنگامی که همهٔ کارها به پایان می‌رسد و مردم شروع به پیاده روی و گردش می‌کنند شاد است. او هنگامی که به شعر «الههٔ هوس» اشاره می‌کند از واسیلی ژوکفسکی نقل قول می‌کند. او در این زمان همه گونه رؤیایی می‌بیند. از دوست شدن با شاعرها تا داشتن جایی در زمستان با دختری در کنارش. او می‌گوید که بی‌روحی زندگی روزمره مردم را می‌کشد در حالی که او می‌تواند زندگی اش را به هرشکلی که بخواهد در رویاهایش درآورد. در پایان سخنان برانگیزنده اش ناستنکا همدردانه به او اطمینان می‌دهد که اومی تواند دوستش باشد.
داستان ناستنکا
ناستنکا در بخش سوم داستانش را برای راوی تعریف می‌کند. او با مادربزرگ سختگیرش که او را بسیار حفاظت شده بار آورده بود زندگی می‌کرد. از آن جایی که پانسیون مادربزرگش بسیار کوچک بود آن‌ها بخشی از خانه را اجاره داده بودن تا درآمدی به دست آورند. هنگامی که مستاجر پیشین می‌میرد علی‌رغم خواست مادربزرگش با مردی جوانتر، نزدیک به سن و سال ناستنکا جایگزین می‌شود. مرد جوان یک رابطهٔ خاموش با ناستنکا آغاز می‌کند، اغلب کتابی به او می‌دهد تا بلکه او عادت کتابخوانی را در خود گسترش دهد. در نتیجه او به کتاب‌های سر والتر اسکات و الکساندر پوشکین علاقه‌مند می‌شود. یک روز مرد جوان او و مادربزرگش را به تئاتری که در آن نمایش " آرایشگر سِویل " اجرا می‌شود دعوت می‌کند. در شبی که مستأجر جوان قرار است از سن پترزبورگ را به قصد مسکو ترک کند، ناستنکا از دست مادربزرگش فرار می‌کند و او را ترغیب می‌کند که با او ازدواج کند. او با گفتن این که به اندازهٔ کافی پول ندارد تا از هردویشان حمایت کند ازدواج آنی را رد می‌کند اما به ناستنکا اطمینان می‌دهد که دقیقاً یک سال دیگر برای او برخواهد گشت، ناستنکا پس از گفت این داستانش را به پایان می‌برد و می‌گوید که یک سال مدت گذشته‌است و او حتی یک نامه هم در این مدت برای او نفرستاده‌است.
شب سوم
راوی اندک اندک متوجه می‌شود که علی‌رغم تاکیدش بر این که دوستی آن‌ها افلاطونی باقی می‌ماند، او بی اختیار عاشق ناستنکا شده‌است؛ ولی او با این حال، با نوشتن نامه‌ای و فرستادن آن به معشوق ناستنکا و پنهان کردن احساساتش نسبت به ناستنکا به او کمک می‌کند. آن‌ها به انتظار نامه یا پیدا شدن او می‌نشینند؛ اما با گذر زمان ناستنکا از غیبت او بی قرار می‌شود. او خود را با دوستی راوی تسکین می‌دهد، بی آن که از عمق احساسات او نسبت به خود آگاه باشد، او می‌گوید که " من عاشق تو هستم از آن جا که عاشق من نشده‌ای… ". راوی که از طبیعت یک طرفهٔ عشقش نسبت به او رنج می‌برد، متوجه می‌شود که همزمان، ناخودآگاه با او احساس غریبگی می‌کند.
شب چهارم
ناستنکا با این که می‌داند معشوقش در سن پترزبورگ است از غیبت او و جواب نامه‌اش مایوس می‌شود. راوی به تسلی دادن او ادامه می‌دهد، ناستنکا بسیار قدردان است و این باعث می‌شود راوی عزم خودش را می‌شکند و عشقش به ناستنکا را اعتراف می‌کند. ناستنکا در ابتدا سردرگم است، راوی که متوجه می‌شود دیگر نمی‌توانند مانند گذشته به دوستیشان ادامه دهند، پافشاری می‌کند که دیگر او را نبیند. ناستنکا اما اصرار می‌کند که او بماند. آن‌ها مشغول قدم زدن می‌شوند و ناستنکا می‌گوید که شاید روزی رابطهٔ آن‌ها بتواند رنگ و بوی عاشقانه بگیرد ولی او آشکارا دوستی راوی را در زندگی اش می‌خواهد. راوی با این چشم انداز امیدوار می‌شود تا این که در طی قدم زدنشان از کنار مرد جوانی می‌گذرند که می‌ایستد و آن‌ها را صدا می‌زند. معلوم می‌شود که او معشوق ناستنکاست و ناستنکا به آغوش او می‌پرد. ناستنکا عجالتاً بر می‌گردد و راوی را می‌بوسد اما سپس در طول شب با عشقش به قدم زدن می‌پردازد و راوی را تنها و شکسته قلب رها می‌کند.
صبح
"شب‌های من با صبحی به پایان رسیدند. هوا وحشتناک بود. قطره‌های باران به طرز غم‌انگیزی بر شیشهٔ پنجره‌ام ضربه می‌زدند"
بخش پایانی تنها شامل یک پس گفتار خلاصه است که به نقل نامه‌ای که ناستنکا به راوی می‌نویسد و در آن از وی به خاطر آزار و اذیت او معذرت خواهی می‌کند و اصرار می‌کند که همیشه قدردان دوستی او خواهد بود. ناستنکا همچنین اشاره می‌کند که کمتر از یک هفتهٔ دیگر ازدواج می‌کند و امیدوار است که او در آن شرکت کند. هنگامی که راوی نامه را می‌خواند به گریه می‌افتد. رشتهٔ افکار راوی را ماتریونا، خدمتکارش، با گفتن این که پاک کردن تار عنکبوت‌ها تمام شده پاره می‌کند. راوی متوجه می‌شود که هرگز ماتریونا را به چشم یک پیرزن ندیده‌است. او بسیار پیرتر از همیشه به نظر می‌رسد. راوی به صورت خلاصه به این می‌اندیشد که آیا آینده اش همیشه بدون همدم و عشق خواهد بود. با این حال او مأیوس نمی‌شود:
" ولی این که من هرگز نسبت به تو احساس نفرت کنم، ناستنکا! که من سایه ای تاریک بر شادمانی روشن و آرام تو بیندازم! که من دانه ای از آن شکوفه‌های ظریفی که بر موهای تیره ات گذاری هنگامی که با او در محراب قدم زنی را بشکنم! آه نه…
هرگز هرگز! آسمانت همیشه صاف باد، لبخند عزیزت همیشه روشن و خرسند باد و همیشه خوشبخت باشی به شکرانهٔ آن لحظهٔ رحمت و شادمانی که به دیگر قلب تنها و قدرشناسی دادی … خدای من، تنها یک لحظهٔ رحمت؟ آیا چنین لحظه ای تمام عمر مردی را کافی نیست؟

## فیلمهای اقتباس شده
- شب‌های روشن اثر لوکینو ویسکونتی
- شب‌های روشن اثر فرزاد مؤتمن

- Le notti bianche (1957) by Luchino Visconti
- Belye nochi (1960) by Ivan Pyryev
- Chhalia (1960) by Manmohan Desai
- Four Nights of a Dreamer (1971) by Robert Bresson
- Shabhaye Roshan (2002) by Farzad Motamen
- Iyarkai (2003) by Jhananathan
- Ahista Ahista (2006) by Shivam Nair
- Saawariya (2007) by Sanjay Leela Bhansali
- Two Lovers (2009) by James Gray